# علم مونتانا

علم ولاية مونتانا

علم ولاية مونتانا مابين 27 شباط 1905 - 1 تموز 1981

أعتمد علم ولاية مونتانا الحالي في يوم 1 تموز - يوليو من عام 1981 م .